# Ctenoneurus setosus
Ctenoneurus setosus är en insektsart som beskrevs av Lee och Pendergrast 1977. Ctenoneurus setosus ingår i släktet Ctenoneurus och familjen barkskinnbaggar. Inga underarter finns listade i Catalogue of Life.